# طارق التائب
طارق التائب (عربی: طارق التائب؛ زادهٔ ۲۸ فوریهٔ ۱۹۷۷) بازیکن فوتبال اهل لیبی است.
از باشگاه‌هایی که در آن بازی کرده‌است می‌توان به باشگاه فوتبال الشباب عربستان سعودی، باشگاه ورزشی النصر کویت، باشگاه فوتبال بیرامار، باشگاه فوتبال صفاقسی، باشگاه فوتبال مصر المقاصه، باشگاه فوتبال الهلال، باشگاه السویق، باشگاه ورزشی المعیذر، و باشگاه فوتبال غازی عینتاب‌اسپور اشاره کرد.
وی همچنین در تیم ملی فوتبال لیبی بازی کرده‌است.